# Daniel Sánchez (Fußballspieler, 1961)
Daniel Sánchez, vollständiger Name Daniel Florencio Sánchez Núñez, (* 3. Mai 1961 in Montevideo) ist ein ehemaliger uruguayischer Fußballspieler und heutiger Trainer.

## Spielerkarriere

### Vereine
Der 1,81 Meter große Defensivakteur Sánchez stand zu Beginn seiner Karriere von 1981 bis 1984 in Reihen von River Plate Montevideo. Von Juli 1984 bis Mitte 1985 spielte er für Liverpool Montevideo. Anschließend war er von Juli 1985 bis Ende Juni 1986 bei den Rampla Juniors aktiv. Es folgte eine von Juli 1986 bis Mitte 1987 währende Karrierestation bei Central Español. Im Anschluss daran war drei Jahre lang der Danubio FC in der Primera División sein Arbeitgeber. Bei den Montevideanern wurde er mit der Mannschaft 1988 erstmals in der Vereinsgeschichte Uruguayischer Meister. Anfang Juli 1991 verpflichtete ihn der Peñarol Montevideo. Nach einem Jahr bei den „Aurinegros“ kehrte er zum Danubio FC zurück. Diese letzte Karrierestation währte bis Mitte 1993.

### Nationalmannschaft
Sánchez debütierte am 27. September 1988 in der uruguayischen A-Nationalmannschaft. Sein letzter Länderspieleinsatz datiert vom 15. August 1993 beim 1:1-Unentschieden im WM-Qualifikationsspiel gegen Brasilien. Er nahm mit der „Celeste“ an der Copa América 1991 und 1993 teil. Insgesamt bestritt er 26 A-Länderspiele. Ein Tor schoss er dabei nicht.

## Trainertätigkeit
Nach seiner aktiven Karriere war Sánchez von Dezember 2009 bis Ende Februar 2010 Sportdirektor bei Central Español und übernahm dann bis Juni 2011 die Position des Trainers. Von Juni 2011 bis September 2012 war er als Trainer beim Danubio FC tätig. Sodann wirkte er in der gleichen Funktion von Februar 2014 bis Oktober 2014 bei Miramar Misiones.

## Erfolge
- Uruguayischer Meister: 1988